# 王化一
王化一（1899年7月17日—1965年11月27日），字德華，又名一華、若愚。遼寧省遼中縣人。民國37年（1948年）在遼寧省選區當選第一屆立法委員

## 生平[1][2]
- 14歲考入縣立高級小學，後考入奉天兩級師範學校。
- 1922年，在奉天做小學教員，參與閻寶航創辦的奉天貧兒學校工作。
- 1924年選為遼寧省教育會教育部長，同時到省教育會做事務主任兼基督教青年會學生幹事。
- 1926年入上海大夏大學學習。
- 1928年張學良主政東北後，參與組織同澤俱樂部，並在北平和日本東京設立支部，同時創建男女同澤中學。後選為遼寧省教育會副會長，兼張學良教育基金董事會常務理事。
- 1929年參加閻寶航等主持的東北國民外交協會。「九·一八」事變後，潛赴北平，組織和參加東北救亡運動，先後主持「東北同鄉反日救國會」，安排流亡學生的食宿和收容難民。又同高崇民、閻寶航等成立「東北民眾抗日救國會」，選為常務委員兼軍事部長。在此期間還兼任東北中學校長。
- 1933年承德失陷，出任古北口警備司令，率部阻擊日軍。
- 1937年6月，「東北救亡總會」成立，選為主席團成員，為「東總」成立取得合法存在，並出版發行《反攻》半月刊。
- 在全國抗戰初期，曾任國民參政員。
- 1946年由重慶返回北平，發動東北難民回籍和救濟青年工作，並選為遼寧同鄉會理事。
- 1947年陳誠任東北行轅主任時，任其為東北政務委員會委員，堅持未就。
- 民國37年，當選立法委員，曾出席第一屆立法院第一會期。
- 1948年返回瀋陽，推為「七·五」慘案後援會主席。
- 後赴北平。1950年，曾受命前往香港從事營救張學良工作，未果返回北京。
- 1953年任中央人民政府內務部專員，後改任參事。
- 1965年11月27日，王化一在北京病逝，終年66歲。